# Ernst & Young

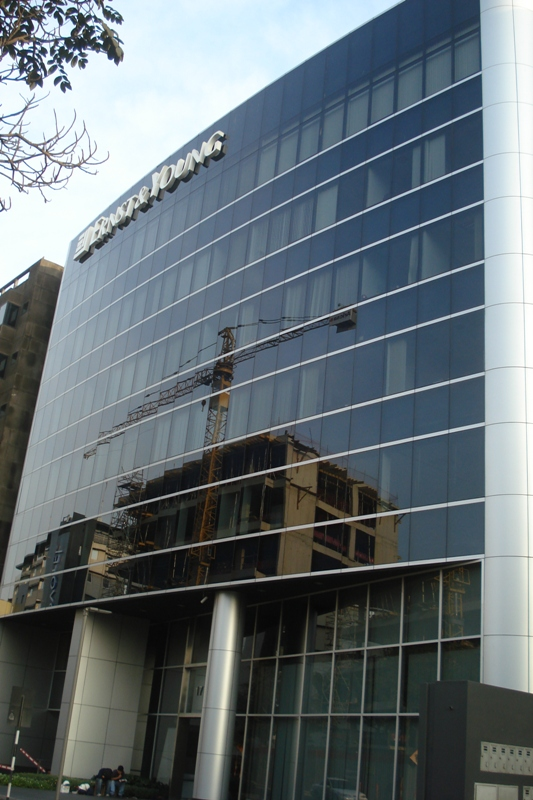
EY oficina a Lima, Peru

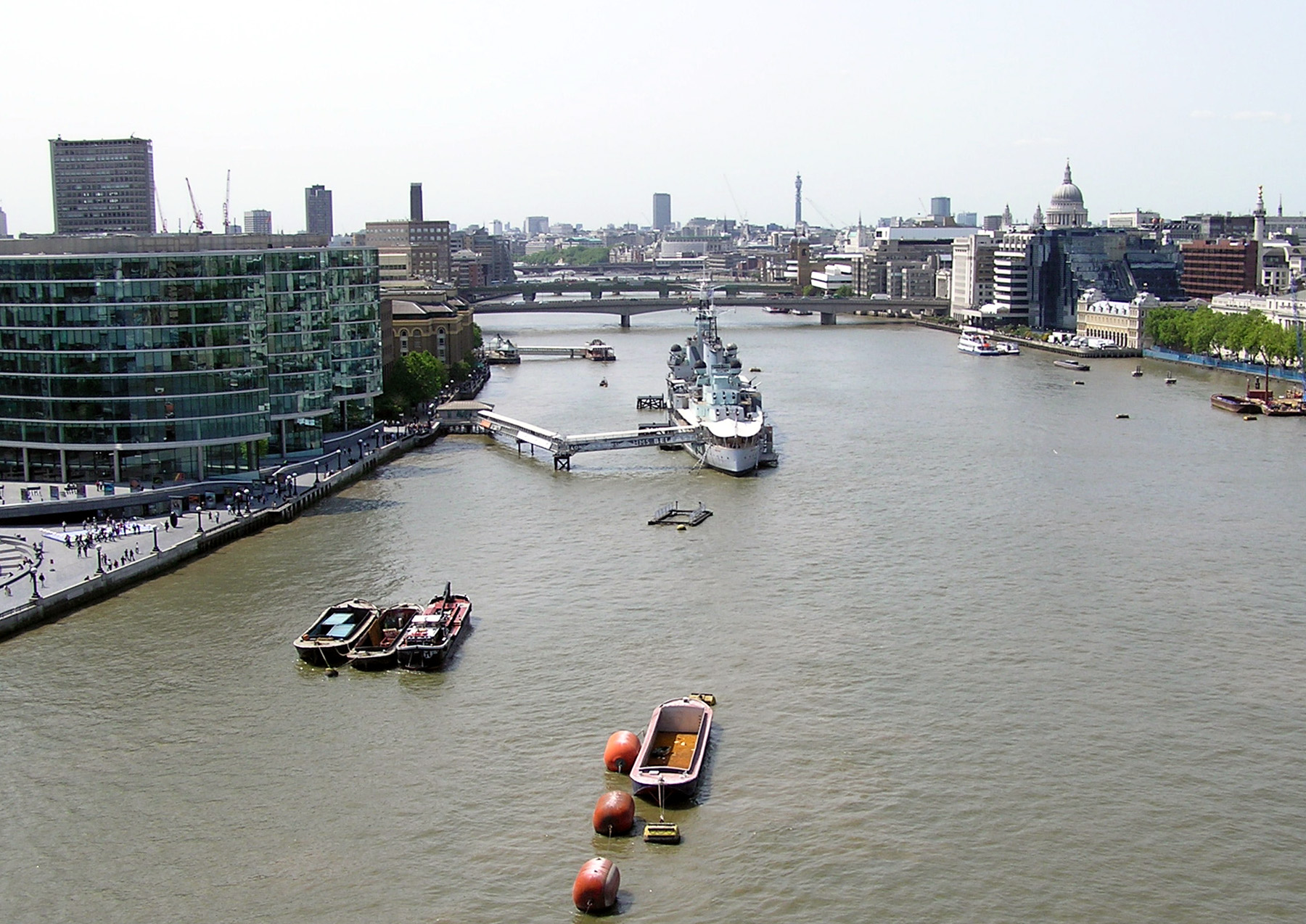
Seu Mundial a Londres, prop de Tower Bridge.

Ernst & Young, també coneguda com EY és una de les principals companyies de serveis professionals del món, que inclouen auditoria, impostos, finances, comptabilitat, serveis de càlculs i estudis actuarials i assessorament en la gestió de l'empresa.
EY és una de les anomenades quatre grans, juntament amb PricewaterhouseCoopers, Deloitte i KPMG. Segons la revista Forbes, a finals de 2013 per la seva grandària era la desena major empresa privada dels Estats Units.
EY és una organització amb operacions a tot el món que consisteix en diverses empreses membres. EY Global està situada a Londres i l'empresa als Estats Units posseeix les seves oficines a Times Square. A Espanya està situada a la Torre Picasso, al centre de Madrid.